# Arquitetura neomoderna

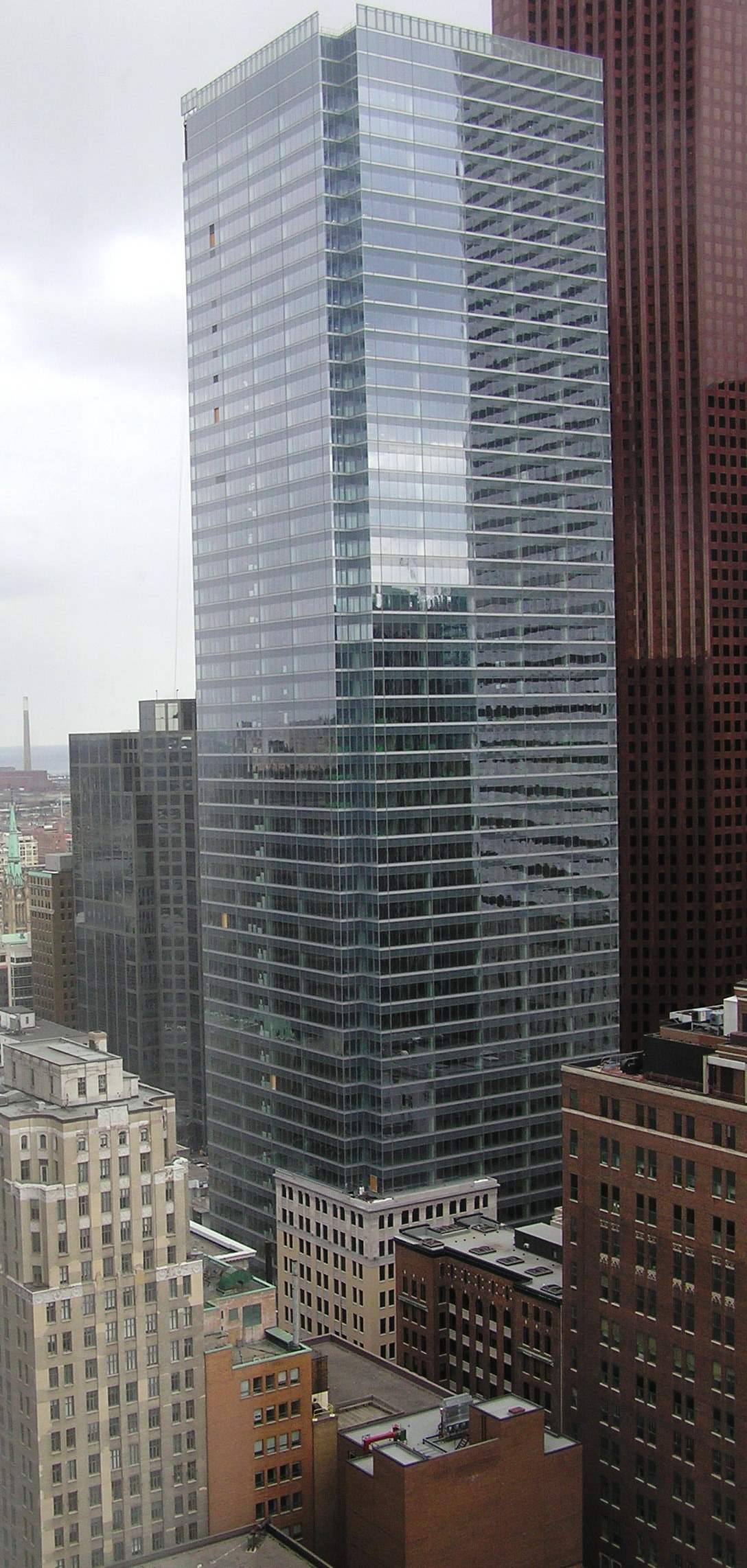
O Bay Adelaide Centre em Toronto. O primeiro projecto, desenhado nos anos 1980, tinha um forte estilo pós-modernista. O projecto final, terminado em 2009, adoptou o estilo neomoderno

Denomina-se arquitetura neomoderna (AO 1945: arquitectura neomoderna) a um estilo arquitetónico surgido como reação à complexidade adquirida pelo pós-modernismo e o neoecleticismo, que tenta regressar à simplicidade da arquitetura moderna. Quem promove-o tenta instalar que a arquitetura contemporânea tem superado a pós-modernidade, em posse deste novo estilo.

## Características
A arquitetura neomoderna é uma das formas dominantes da arquitetura atual desde fins do século XX. Tende a ser usada para um verdadeiro tipo de edifícios: enquanto no campo das moradia preferem-se estilos neoecléticos e neohistoricistas (ao menos em certos sectores das classes média-alta e alta), e para as grandes metas arquitetónicas vai-se à criatividade dos maestros conhecidos como starchitects (arquitetos-estrela, por sua popularidade geral); o neomodernismo aplica-se em projetos grandes, mas não destacados, como torres de escritórios ou condomínios.
A arquitectura neomoderna compartilha muitas das características básicas do movimento moderno da primeira metade do século XX. Ambos recusam a ornamentação, as decorações aplicadas e as tentativas deliberadas de imitar o passado. Os edifícios neomodernos, ao igual que os modernos, estão desenhados com ênfases na funcionalidade, e procurando uma estética sóbria e volumetrias monolíticas. O neomodernismo distingue-se marcadamente do modernismo original por sua aproximação ao urbanismo, o área em que mais críticas somou o movimento moderno na segunda metade do século XX, e toma os postulados do New Urbanism dos anos 80, que recusam a visão da torre no parque feita por Le Corbusier, em posse de edifícios integrados à cidade que estejam abertos a pedestres e usuários.

## Grupo artístico neomoderno
Este grupo foi fundado por Guy Dennig em 1997, sobre a premissa de que a diversidade na arte contemporânea britânica estava a ser cortejada pelas instituições de arte e organizações subvencionadas pelo Estado. O grupo não tem um estilo homogêneo, mas se encaminha à pintura figurativa. Outros membros são Juno Douram, Antony Micallef, Ghislaine Howard e Mark Demsteader.